# 莫尼 (伊利諾伊州)
莫尼（英語：Monee）是位於美國伊利諾伊州威爾縣的一個村落。

## 地理
莫尼的座標為41°25′08″N 87°44′45″W / 41.41889°N 87.74583°W，而該地最高點為海拔高度243米（即797英尺）。

## 人口
根據2010年美國人口普查的數據，莫尼的面積為11.41平方千米，當中陸地面積為11.41平方千米，而水域面積為0.00平方千米。當地共有人口5148人，而人口密度為每平方千米451人。